# Christoph Langen
Christoph Langen, né le 25 mars 1962 à Cologne, est un ancien pilote de bobsleigh allemand qui a pris part aux compétitions dans les années 1990 et 2000. Il a notamment remporté deux titres olympiques (le bob à 4 en 1998 et le bob à 2 en 2002) et huit titres de champion du monde. Il est aujourd'hui commentateur sportif de bobsleigh en Allemagne.

## Palmarès
| Événement/Année | Événement/Année | 1991 | 1992 | 1993 | 1994 | 1995 | 1996 | 1997 | 1998 | 1999 | 2000 | 2001 | 2002 | 2003 | 2004 |
| Jeux olympiques | bob à 2         | -    | 3e   | -    | -    | -    | -    | -    | 3e   | -    | -    | -    | 1er  | -    | -    |
| Jeux olympiques | bob à 4         | -    | -    | -    | -    | -    | -    | -    | 1er  | -    | -    | -    | -    | -    | -    |
| Champ. monde    | bob à 2         | -    | -    | 1er  | -    | 1er  | 1er  | -    | -    | 2e   | 1er  | 1er  | -    | -    | 2e   |
| Champ. monde    | bob à 4         | 1er  | -    | -    | -    | -    | 1er  | -    | -    | -    | 2e   | 1er  | -    | -    | 2e   |

### Coupe du monde
- 6 globes de cristal : 
  - Vainqueur du classement bob à 2 en 1996, 1999 et 2004.
  - Vainqueur du classement bob à 4 en 1999.
  - Vainqueur du classement combiné en 1996 et 1999.